# Transformer (album)
Transformer je druhé sólové studiové album amerického rockového kytaristy a zpěváka Lou Reeda. Jeho nahrávání probíhalo v srpnu 1972 ve studiu Trident Studios v Londýně. Jeho producenty byli David Bowie a Mick Ronson a album vyšlo v listopadu 1972 u vydavatelství RCA Records. Obsahuje mimo jiné i hity „Perfect Day“ a „Walk on the Wild Side“. Autorem obalu alba je Mick Rock.

## Seznam skladeb
Autorem všech skladeb je Lou Reed.
| Strana 1 (LP) | Strana 1 (LP)         | Strana 1 (LP) |
| Pořadí        | Název                 | Délka         |
| ------------- | --------------------- | ------------- |
| 1.            | Vicious               | 2:58          |
| 2.            | Andy’s Chest          | 3:20          |
| 3.            | Perfect Day           | 3:46          |
| 4.            | Hangin’ ’Round        | 3:35          |
| 5.            | Walk on the Wild Side | 4:15          |

| Strana 2 (LP)  | Strana 2 (LP)                   | Strana 2 (LP) |
| Pořadí         | Název                           | Délka         |
| -------------- | ------------------------------- | ------------- |
| 6.             | Make Up                         | 3:00          |
| 7.             | Satellite of Love               | 3:42          |
| 8.             | Wagon Wheel                     | 3:19          |
| 9.             | New York Telephone Conversation | 1:33          |
| 10.            | I'm So Free                     | 3:09          |
| 11.            | Goodnight Ladies                | 4:31          |
| Celková délka: | Celková délka:                  | 36:40         |

## Obsazení
- Lou Reed – kytara, klávesy, zpěv
- Herbie Flowers – baskytara, kontrabas, tuba v „Goodnight Ladies“ a „Make Up“
- Mick Ronson – kytara, klavír, zobcová flétna, doprovodný zpěv
- John Halsey – bicí
- Ronnie Ross – barytonsaxofon v „Goodnight Ladies“ a „Walk on the Wild Side“
- David Bowie – doprovodný zpěv
- The Thunder Thighs – doprovodný zpěv
- Barry DeSouza – bicí
- Ritchie Dharma – bicí
- Klaus Voormann – baskytara